# Kasper Lorentzen
Kasper Wellemberg Lorentzen (født 19. november 1985) er en dansk tidligere professionel fodboldspiller, der fra 2012 til februar 2015 var kontrakt med FC Nordsjælland. I foråret 2012 var han udlejet til klubben af Randers FC. Han har repræsenteret forskellige danske ungdomslandshold, senest U/21-landsholdet. Sammenlagt har han spillet 57 ungdomslandskampe med 20 mål til følge. I 2015 indstillede han karrieren. I dag er han cheftræner for Brøndbys U/13-hold.

## Karriere
Som ungdomsspiller spillede Lorentzen for BK Frem og Rosenhøj BK, hvor han spillede med sine senere holdkammerater fra Brøndby, Daniel Agger og Henrik Kildentoft, så vel som Michael Krohn-Dehli. Han flyttede senere til Brøndby IF's ungdomshold, hvor han blev valgt til flere danske ungdomslandshold og blev dekoreret med prisen for Årets U-17-talent i 2001.
Kasper Lorentzen fik sin førsteholdsdebut for Brøndby i november 2003 og blev flyttet til A-truppen i 2004. Han blev spået til at få sit gennembrug i 2005/06-sæsonen af medierne, der så ham som en kommende stjerne for Brøndby. I november 2004 scorede han sejrsmålet for det danske U/21-landshold mod Ruslands U/21-fodboldlandshold i Rusland. Dette gav Danmark det perfekte udgangspunkt inden returkampen på Brøndby Stadion i Danmark, som Danmark vandt 3-1 og dermed kvalificerede sig til U/21 Europamesterskabet i fodbold 2006.
På grund af skader spillede Lorentzen kun 19 kampe og scorede seks mål i 2005/06-sæsonen, og han gik også glip af Europamesterskaberne i fodbold for U/21-spillere i maj 2006. Han blev igen skadet i begyndelsen af 2006/07-sæsonen. I sin comeback-kamp i foråret 2007 blev han igen skadet, og forventedes at gå glip af resten af sæsonen. Kasper Lorentzen fik ikke meget spilletid i 2008/2009, og han fik ikke forlænget sin kontrakt, der udløb i sommeren 2009. Tirsdag d. 16. juni 2009 skrev Lorentzen under på en kontrakt med Randers FC. Kontrakten varer i fire år, efter en nedrykning nægtede han at opfylde sin kontrakt, hvorved han forlod Randers FC ugleset blandt klubbens tilhænger og med øgenavnet "en kjælen knejt". Han afsluttede karrieren i FC Nordsjælland.
Fungerer nu som "fodboldekspert".

## Titler
- Årets U/17-talent 2001
- Superligaen
  - Vinder (1): 2004/05
- Landspokalturneringen
  - Vinder (2): 2004/05, 2007/08
- Royal League
  - Vinder (1): 2006/07